# Квасков Євген Ігорович
Євген Ігорович Квасков, позивний «Качкар» (5 лютого 1979, Київ — 28 квітня 2023, Бахмутський район) — громадський діяч, освітянин, доброволець, військовослужбовець Збройних сил України, мінометник, учасник російсько-української війни. Кавалер Ордена «За мужність» ІІІ ступеня (посмертно).

## Життєпис
Народився 5 лютого 1979 р. у м. Києві.
У шкільні роки захоплювався хімією, зокрема порохами. Переможець та призер всеукраїнських олімпіад та турнірів з хімії, конкурсів наукових робіт з хімії та екології. Член Малої академії наук України (секція — екологія та хімія).
У 1995 р. закінчив Київський природничо-науковий ліцей № 145 на відмінно (з успішним освоєнням факультативів з фізики, хімії, маркетингу).
Рішенням Міністерства освіти України від 30.03.1995 р. № 275 за перемогу у ІІІ етапі Всеукраїнської учнівської олімпіади з хімії Євгену надано право вступу без вступних іспитів до вищого навчального закладу на спеціальність, де хімія є профільним предметом.
У 1995 р. вступив на бакалаврську програму «Екологія» до Національного університету «Києво-Могилянська академія» . У 1996 р. там же вступив на бакалаврську програму «Економіка», поєднуючи навчання на обох факультетах.
Випускник Національного університету "Києво-Могилянська академія: бакалаврської програми «Економіка» 2000 р. та магістерської програми «Інформаційні управляючі системи та технології» 2003 р.. Також є випускником Київського національного економічного університету імені Вадима Гетьмана: магістерська програма «Банківський менеджмент» 2003 р. Проходив навчання у Національній академії державного управління при Президентові України.
Володів українською, англійською та польською мовами.
Експерт у галузі маркетингу, понад 10 років досвіду на керівних посадах у провідних українських банках.[джерело?]
Голова Громадської спілки «Центр національно-патріотичного виховання», яку створив та беззмінно очолював з 2016 р. Осавул, фактичний керівник Братства козацького бойового звичаю «Спас» та організатор всіх їхніх акцій. Заступник голови Координаційної ради з питань національно-патріотичного виховання при Київській міській державній адміністрації.
21 січня 1990 р. разом з батьками та молодшою сестрою взяв участь у Живому ланцюгу до річниці Акту злуки.
З 2008 р. організатор масштабних заходів національно-патріотичного спрямування: щорічного Живого ланцюга соборності на мосту Патона до Дня соборності України та щорічної патріотичної гри-вишколу «Козак-квест» для школярів Києва — це десятки тисяч учасників за 15 років проведення заходів. Також організатор багатьох тематичних виставок до історичних подій, показових виступів, тренінгів, інших заходів із національно-патріотичного виховання, як в Україні (у першу чергу — у Києві), так і за межами України.[джерело?]
Учасник Революції гідності 2013 р.[джерело?]
Волонтер пенітенціарного душпастирства Української Греко-Католицької Церкви[неавторитетне джерело][відсутнє в джерелі], організатор «Козацького гарту» у колоніях для неповнолітніх у 2014—2019 роках[неавторитетне джерело], де Євген особисто працював із засудженими.
Доброволець, який вступив у ЗСУ з першого дня повномасштабного вторгнення. З 25.02.2022 р. захищав Київ, далі — виконував бойове завдання на кордоні з білоруссю, надалі — взяв участь у обороні Бахмута на Донеччині.
Старший солдат старший навідник міномета у мінометній батареї 207 окремого батальйону 241 обр ТрО ЗСУ.
Загинув під Бахмутом 28.04.2023 р., на надскладній ділянці фронту, у бою проти російських окупантів, до останнього намагаючись евакуювати важкопораненого побратима.
4 травня 2023 р. відспіваний у церкві Святого Миколая Мир Лікійського на Аскольдовій Могилі. Церемонію прощання проведено на Майдані Незалежності у м. Києві[джерело?]. Похований з військовими почестями на Берковецькому кладовищі у Києві (сектор 86, Алея почесних військових поховань).

## Вшанування пам'яті
Грант імені Євгена Кваскова на підтримку студентських проектів у Національному університеті "Києво-Могилянська академія
Стипендійний фонд памʼяті могилянців, полеглих у російсько-українській війні у Національному університеті "Києво-Могилянська академія
Пісня «На своїй землі» (пам'яті Євгена Кваскова)

## Нагороди та подяки
- Орден «За мужність» ІІІ ступеня (посмертно)[1] — за особисту мужність, виявлену у захисті державного суверенітету та територіальної цілісності України, самовіддане виконання військового обов'язку (2023)
- Медаль «Честь. Слава. Держава» (посмертно)[35] — за мужність, патріотизм, високу громадянську позицію (2023)[36][37]
- Подяка Київського міського голови з нагоди Дня захисників і захисниць України від 14.10.2022 р. № 112942 — за особисту мужність і відвагу при здійсненні заходів з національної безпеки і оборони, відсічі і стримуванні агресії в напрямку м. Києва, бездоганне виконання службових обов'язків, високий професіоналізм (2022)
- Почесна відзнака від всеукраїнського благодійного фонду «Україна-ЮНЕСКО» — за волонтерський вклад у збереження України (2022)
- Подяка від Департаменту молоді та спорту Київської міської державної адміністрації — за професіоналізм та вагомий внесок у розвиток національно-патріотичного виховання молоді міста Києва (2021)[19]